# 佐々木丞平
佐々木 丞平（ささき じょうへい、1941年4月23日 - ）は、日本の美術史家。京都大学名誉教授。専門は江戸時代後期の美術。2024年6月1日より花園大学歴史博物館長に就任。。

## 経歴
1941年、兵庫県生まれ。1965年に京都大学文学部哲学科を卒業し、同大学院文学研究科美学美術史学専攻博士課程を修了。
その後は京都府教育委員会文化財保護部技官となり、後に文化庁文化財調査官となる。1990年に学位論文『円山応挙研究』を京都大学に提出して文学博士号を取得。翌1991年、京都大学教授となった。2005年に京都大学を定年退任し、名誉教授となった。その後は京都国立博物館長を2021年3月末日まで勤めた。独立行政法人国立文化財機構理事長。2012年正月に皇居での講書始で「日本における外来文化受容の一形態 金碧障壁画の意味するもの」と題した進講を行った。

## 受賞・栄典
- 1997年：国華賞を受賞。
- 1999年：日本学士院賞を妻・佐々木正子との共著『円山応挙研究』の功績により共同受賞した(夫妻では初の日本学士院賞共同受賞)。
- 2000年：フンボルト賞(ドイツ)を受賞。
- 2015年：京都市文化功労者表彰。
- 2022年：瑞宝中綬章受章[2][3]。

## 家族・親族
- 妻：佐々木正子も美術史研究家。多くの著作で共同著作者となっている[4]。

## 夫人との共著・編著
- 『円山応挙研究』（中央公論美術出版、1996年）
※研究篇と図録篇の2分冊、正確な表記は「円山應擧研究」
- 『文人画の鑑賞基礎知識』（至文堂、1998年）
- 『蕪村 その二つの旅』（図録監修：朝日新聞社編、東京都江戸東京博物館・大阪市立美術館、2001年）
- 『円山応挙特別展 〈写生画〉創造への挑戦』（図録監修：大阪市立美術館、2003年）
- 『至宝大乗寺 円山応挙とその一門』（図録編著：国書刊行会、2003年、改訂版2013年）
- 『古畫総覧 円山四条派系（全5巻）』（編著：国書刊行会、2001年－2005年）
- 『古畫総覧 文人画系』（編著：国書刊行会、2006年）
- 『蕪村 放浪する「文人」』（とんぼの本：新潮社、2009年）
小著の図版本、寄稿者は他に作家小林恭二と写真家野中昭夫。

### 初期の研究・編著
- 『与謝蕪村 日本の美術』（至文堂、1975年）
- 『浦上玉堂 日本の美術56』（小学館〈ブックオブブックス〉、1980年）
- 『江戸絵画1（前期）日本の美術』（至文堂、1983年）
- 『花鳥画の世界6 京派の意匠 江戸中期の花鳥』（学研、1981年）
- 『応挙写生画集』（講談社、1981年）
- 『蕪村 逸翁美術館蔵品目録』（便利堂、1983年）
- 『円山・四条派 逸翁美術館蔵品目録』（京都書院、1984年）

## 他の共編著
- 『蕪村全集 第6巻 絵画・遺墨』尾形仂・岡田彰子と校注（講談社、1998年）
- 『応挙 水墨画の巨匠 第10巻』（講談社、1995年）、他に解説担当は安岡章太郎
- 『京都画壇の一九世紀 第2巻 文化・文政期』（思文閣出版、1994年）、※本巻のみ刊行、源豊宗監修
- 『大雅と応挙 江戸の絵画 (2) 日本美術全集 第19巻』小林忠・大河直躬と解説（講談社、1993年）
- 『日本美術全集 第24巻 文人画と写生画 大雅・玉堂・応挙』
河野元昭との解説 （学研、1992年、改訂版1994年）
- 『与謝蕪村展 没後二百年』鈴木進・尾形仂との監修（松坂屋・日本経済新聞社主催、1983年）
- 『池大雅　日本美術絵画全集 第18巻』鈴木進との解説（座右宝刊行会編、集英社、1979年）